# Limomyza venia
Limomyza venia är en tvåvingeart som beskrevs av Marshall 1997. Limomyza venia ingår i släktet Limomyza och familjen hoppflugor. Inga underarter finns listade i Catalogue of Life.